# Personenstunde
Eine Personenstunde, kurz PS, auch Mannstunde, MS genannt, (englisch man-hour, person-hour) ist eine Maßeinheit für Arbeit, die eine durchschnittlich leistungsfähige Person während einer Stunde verrichtet. Man verwendet diesen Begriff, um Schätzungen für die Gesamtmenge an Arbeit für die Erledigung einer Aufgabe zu errechnen. Zum Beispiel benötigt man circa zwei Personenstunden, um einen Aufsatz zu schreiben, oder zehn Personenstunden, um ein großes Familienessen vorzubereiten. 

## Anwendungen
Personenstunden enthalten keine Zeit für Pausen, sie stehen für die reine Arbeitszeit. Will man die kalendarische Erledigungszeit für eine Aufgabe bestimmen, müssen zusätzlich die Pausen berücksichtigt werden. Das in der Einleitung genannte Essen wird nicht nach zehn aufeinander folgenden Stunden fertig, sondern die Fertigstellung wird durch andere Aufgaben, Krankheitsausfall, tarifliche und/oder gesetzliche Arbeitsschutzbestimmungen hinausgeschoben.
Ein Einsatzbereich der Personenstundenberechnung ist die Schätzung von Teamgröße und Gesamtdauer eines Projekts. Es darf aber nicht einfach die Anzahl von Personenstunden durch die Anzahl der Teammitglieder dividiert werden.
Es gibt gerade für Softwaresysteme viele Formeln, die eine gewisse Mindestdauer von Projekten und die unterschiedlichen Schwierigkeitsgrade berücksichtigen.
Ein Fehler in der reinen Berechnung von Personenstunden entsteht zum Beispiel dadurch, dass Organisation, Ausbildung und Koordination zusätzlicher Arbeitskräfte mehr Zeit in Anspruch nehmen können, als die zusätzlichen Kräfte einsparen. Weiterhin muss bei der Abschätzung des Endzeitpunktes des Projektes berücksichtigt werden, dass oft nicht das ganze vorgesehene Team zu 100 % am Projekt arbeiten kann, sei es, weil andere Projekte höherer Priorität auch noch anstehen oder weil ein Teil des Teams zwischenzeitlich mit Wartungs- und Serviceaufgaben belastet wird.
Personenstunden sind eine Kenngröße der wissenschaftlichen Betriebsführung im Taylorismus.

## Andere Einheiten
Weitere gebräuchliche Einheiten sind der Personentag, die Personenwoche sowie der Personenmonat.
- Der Personentag (kurz PT, auch „Bearbeitertag“, BT, „Manntag“, MT) wird in Europa als 8 Personenstunden berechnet.
- Die Personenwoche (kurz PW, „Mannwoche“, MW) wird als fünf Personentage berechnet.
- Der Personenmonat (kurz PM, „Mannmonat“, MM) wird als 20 Personentage berechnet.

Nur implizit personenbezogene Aufwandsbezeichnungen sind Zeit-Werke, d. h. Tagewerk (TW), Wochenwerk (WW) usw.

### Personenjahre
Ein ähnliches Konzept, Personenjahre (PJ, auch „Bearbeiterjahr“, BJ oder „Mannjahr“ MJ), wird für sehr große Projekte verwendet. Es ist die Arbeitsmenge, die eine Person durchschnittlich während eines Jahres arbeitet. 
Als Wert wird in Deutschland oft 1760 Personenstunden eines Personenjahres (220 Arbeitstage mal 8 Stunden ohne Krankentage) verwendet
Dieses hängt natürlich von der üblichen Arbeitswochendauer ab sowie von der Anzahl der Urlaubstage, die von Land zu Land stark variieren: Die OECD hat im Jahr 2008 für Deutschland ein Personenjahr von 1432 Stunden gemessen. Dies wird nur von den Niederlanden mit 1389 Stunden unterboten. Für Österreich wurden 1631, für die Schweiz 1643 Stunden gemessen. Das Maximum in den 24 untersuchten Ländern ist 2120 Stunden in Griechenland (für das Jahr 2007 gibt es auch Daten zu Südkorea: 2316 Stunden). Für die USA werden Standardwerte wie 2000 oder 2087 Personenstunden genannt.
Abhängig vom Stundenlohn entspricht ein Personenjahr einem Wertäquivalent von weniger als 1000 US-Dollar (Entwicklungsland) bis zu über 100.000 USD (in den G7-Staaten).